# باري ماكونيل
باري ماكونيل (بالإنجليزية: Barry McConnell)‏ هو لاعب كرة قدم بريطاني في مركز الدفاع، ولد في 1977 في إكستر في المملكة المتحدة. لعب مع فوريست غرين ونادي إكزتر سيتي ونادي تاموورث ونادي ويموث.

## وصلات خارجية
- باري ماكونيل على موقع قاعدة بيانات كرة القدم.إي يو (الإنجليزية)
- باري ماكونيل على موقع Soccerbase.com (لاعب) (الإنجليزية)